# Gerard Milburn
Pour les articles homonymes, voir Milburn (homonymie).
Gerard James Milburn (né en 1958) est un physicien quantique théorique australien remarquable pour ses travaux sur le contrôle de rétroaction quantique, les mesures quantiques, l'information quantique, les systèmes quantiques ouverts (en) et l'informatique quantique optique linéaire (en) (alias le schéma de Knill, Laflamme et Milburn),,,,.

## Éducation
Milburn a obtenu son BSc (Hons) en physique de l'Université Griffith en 1980. Il a terminé son doctorat en physique sous la direction de Daniel Frank Walls  à l'Université de Waikato en 1982, avec une thèse intitulée Squeezed States and Quantum Nondemolition Measurements.

## Carrière et recherche
Après son doctorat, Milburn a effectué des recherches postdoctorales au département de mathématiques de l'Imperial College de Londres en 1983. Plus tard, en 1984, il a reçu une bourse de la Royal Society pour travailler dans le groupe d'optique quantique de Peter L. Knight, à Imperial.
En 1985, il retourne en Australie et est nommé maître de conférences à l'Université nationale australienne (ANU). En 1988, Milburn a accepté un poste de lecteur en physique théorique à l'Université du Queensland. En 1994, il a été nommé professeur de physique et en 1996, il est devenu chef du département de physique à l'Université du Queensland. De 2000 à 2010, il a été directeur adjoint du Centre d'excellence du Conseil australien de la recherche pour la technologie informatique quantique. De 2003 à 2013, il a été membre de la Fédération du Conseil australien de la recherche à l'Université du Queensland.
Il a été président du comité consultatif scientifique de l'Institute for Quantum Computing (en) et a siégé au comité consultatif scientifique de l'Institut Périmètre de physique théorique de 2007 à 2010.
De 2011 à 2017, il a été directeur et chercheur en chef du Centre d'excellence du Conseil australien de la recherche pour les systèmes quantiques d'ingénierie.

### Honneurs et récompenses
Parmi les récompenses qu'il a reçues figurent la médaille Moyal pour la physique mathématique (attribuée en 2001) et la médaille Boas (attribuée en 2003 par l'Institut australien de physique (en)). Il est membre de l'Académie des sciences australienne (1999), membre de la Société américaine de physique (2005) et élu membre de la Royal Society en 2017.